# Projektwirtschaft
Projektwirtschaft ist die Gesamtheit aller Einrichtungen und Maßnahmen, die dazu dienen, ein Projekt zu realisieren.
In den Normen zum Projektmanagement wird Projektwirtschaft auch als Oberbegriff zu allen Themen, die im Zusammenhang mit Projekten eine Rolle spielen, verwendet. Derzeit wird dieser Terminus nur in den einschlägigen Normen verwendet.
In der aktuellen Diskussion über die Zukunft der Arbeit steht Projektwirtschaft für zeitlich begrenzte und kooperative Wertschöpfungsprozesse. Unternehmen greifen vermehrt auf externe Ressourcen zurück, um die eigenen Mitarbeiter zu entlasten. 